# Jízda
Pour plus de détails, voir Fiche technique et Distribution.
Jizda (en français, La Route) est un film tchèque réalisé par Jan Svěrák, sorti en 1994.

## Synopsis
Deux copains décident de profiter des vacances, de l'été pour aller faire une virée en voiture. Avec leur 8000 couronnes, ils dénichent une Mazda 626 coupé 1600 qu'ils transforment en cabriolet décoré de plaques françaises pour que la police leur fiche la paix. Et les voilà partis au hasard: vers l'est, vers l'ouest: peu importe la campagne est très jolie des deux côtés et comme le dit la chanson «Nous trouverons un endroit où on fume à l'aise, où le soleil ne chauffe pas trop les bouteilles, où le vent disperse autour de nous des crottes d'oiseaux, où on peut goûter ce qu'on préfère et regarder tranquillement si quelqu'un arrive, quelqu'un qui sait que nous sommes assis là et qui dira "Salut les gars"»
Ils aimeraient bien pimenter leur escapade en rencontrant une roumaine, une hongroise... mais c'est d'abord une paysanne âgée armée de son râteau qu'ils prennent en stop sur quelques mètres. Elle leur souhaite de rencontrer une jeune fille et c'est ce qui arrive: ils en récupèrent une qui est agenouillée sur le bord de la route. Et le voyage se poursuit au gré des fantaisies des trois héros: par exemple ne pas respecter un virage, escroquer un marchand de glace, se baigner dans un lac, demander la route de l'enfer à des "naturels" crédules, conduire à trois, squatter une villa à la campagne...Malgré leur caractère déluré, ils sont assez inquiets car un homme au volant d'une voiture noire les prend en chasse ou plutôt cherche Anna qui se cache dans leur voiture. Elle ne va pas fournir d'explication sur ses relations avec «Jeannot», l'homme mystérieux, mais semble jouer au chat et à la souris avec tout le monde surtout avec Radek qui est charmé par «Son joli rire, ses beaux cheveux roux, ses poils doux comme ceux d'une pêche» mais il ne voudra pas conclure.
Ce bien joli voyage va se terminer et comme toutes les bonnes choses ont aussi une fin, celle-ci est surprenante.

## Fiche technique
- Titre original : Jízda
- Titre français : La Route
- Réalisateur : Jan Svěrák
- Scénario : Martin Dostal et Jan Svěrák
- Photographie : František Antonin Brabec
- Son : Zbynek Mikulik
- Montage : Alois Fisárek
- Costumes : Jaroslava Pecharova
- Musique : BUTY et Radek Pastmák
- Production : Klara Bukovska, Marketa Hajkova et David Hanzal, producteur exécutif
- Société de production : Luxor
- Budget : 30000 $ environ
- Pays d'origine :  République tchèque
- Sociétés de distribution: CinemArt pour la République tchèque et Vivarto pour la Pologne
- Date de sortie : 13 septembre 1994 en République tchèque
- Format : Couleurs - 35mm - 1,66:1 - Stéréo
- Genre : comédie, romance, drame
- Durée : 90 min

## Distribution
- Anna Geislerová : Anna
- Radek Pastrnák : Radek
- Filip Renc : Honzik
- Jakub Spalek : Franta appelé aussi Jeannot par Anna

## Distinctions
- En 1995,
- Lion tchèque pour la photographie de František Antonin Brabec
- Lion tchèque pour la musique du groupe BUTY et celle de Radek Pastrnák
- L'actrice Anna Geislerová fut sélectionnée pour le Lion tchèque de la meilleure actrice
- Le réalisateur Jan Svěrák fut sélectionné pour le Lion tchèque du meilleur réalisateur
- Le monteur Alois Fisárek fut sélectionné pour le Lion tchèque du meilleur montage
- Les productrices Klara Bukovska et Marketa Hajkova furent sélectionnées pour le Lion tchèque du meilleur film
- Globe de cristal au réalisateur Jan Svěrák au Festival international du film de Karlovy Vary
- Prix du public à Jan Svěrák au Festival du film de Plzeň pour le film le plus populaire
- Jan Svěrák est sélectionné pour le Clou d'or au Festival international de Valladolid

## Autour du film
- Ce film a été entrepris à la suite d'un pari fait dans un bar à vin pour voir s'il était possible de réaliser de bout en bout un long-métrage dont le coût serait inférieur à un million de couronnes tchèques. Le réalisateur, le caméraman et le producteur ont misé chacun 250000 couronnes soit environ 7000 $.
- Ce film a été diffusé sur la chaîne ARTE et sur le générique, il est intitulé Jizda avec, en sous-titre, La Route.